# بنو أبي الرداد
كان جدّهم عبد لله بن عبد السلام بن عبد لله بن الرّداد من البصرة، ثمَّ انتقل إلى مصر وحدَّث بها، ويكنى بأبي الرَّداد، ولقبه المقريزيّ بالمعلم. فلما بنى المتوكل العباسي المقياس الكبير بالروضة المعروف بالجديد في أول سنة 247 أمر أن يسند قياسه لرجل من المسلمين، فتولاه أبو الرّداد هذا إلى أن توفي سنة 266 ثم بقى في أيدي أولاده على توالي الأجيال إلى اليوم، لم يخرج عنهم إلا في فترة قصيرة، ثمَّ عاد إليهم ويعرفون الآن ببني الصواف، ومنهم صديقنا الفاضل مصطفى بك الصواف المهندس بوزارة الأشغال، والمتولي على المقياس الآن أحد أبناء عمه. ولم نقف على أخبار مفصلة لأفراد هذه الأسرة، وإنّما يذكرهم المؤرخون عند وفاء النيل كل عام. وطلوع المتولي منهم إلى سلطان مصر لإنبائه بالوفاء غير أننا رأينا في بعض التواريخ التعبير عن بعضهم بقاضي النيل تارة، وبمهندس النيل أخرى، فلا يبعد أن يكون فيهم من درس هندسة الماء فاستحق هذا اللقب، ولهذا آثرنا ذكرهم، وعسى أن يكشف لنا البحث فيما بعد جليّة أمرهم.